# 斯特羅伊捷利
50°47′N 36°29′E / 50.783°N 36.483°E
斯特羅伊捷利（俄语：Строи́тель，意即「建設者」）是俄羅斯別爾哥羅德州的一個城市，位於別爾哥羅德西北21公里。2002年人口18,400人。
1958年建立，2000年設市。